# Roy Dupuis

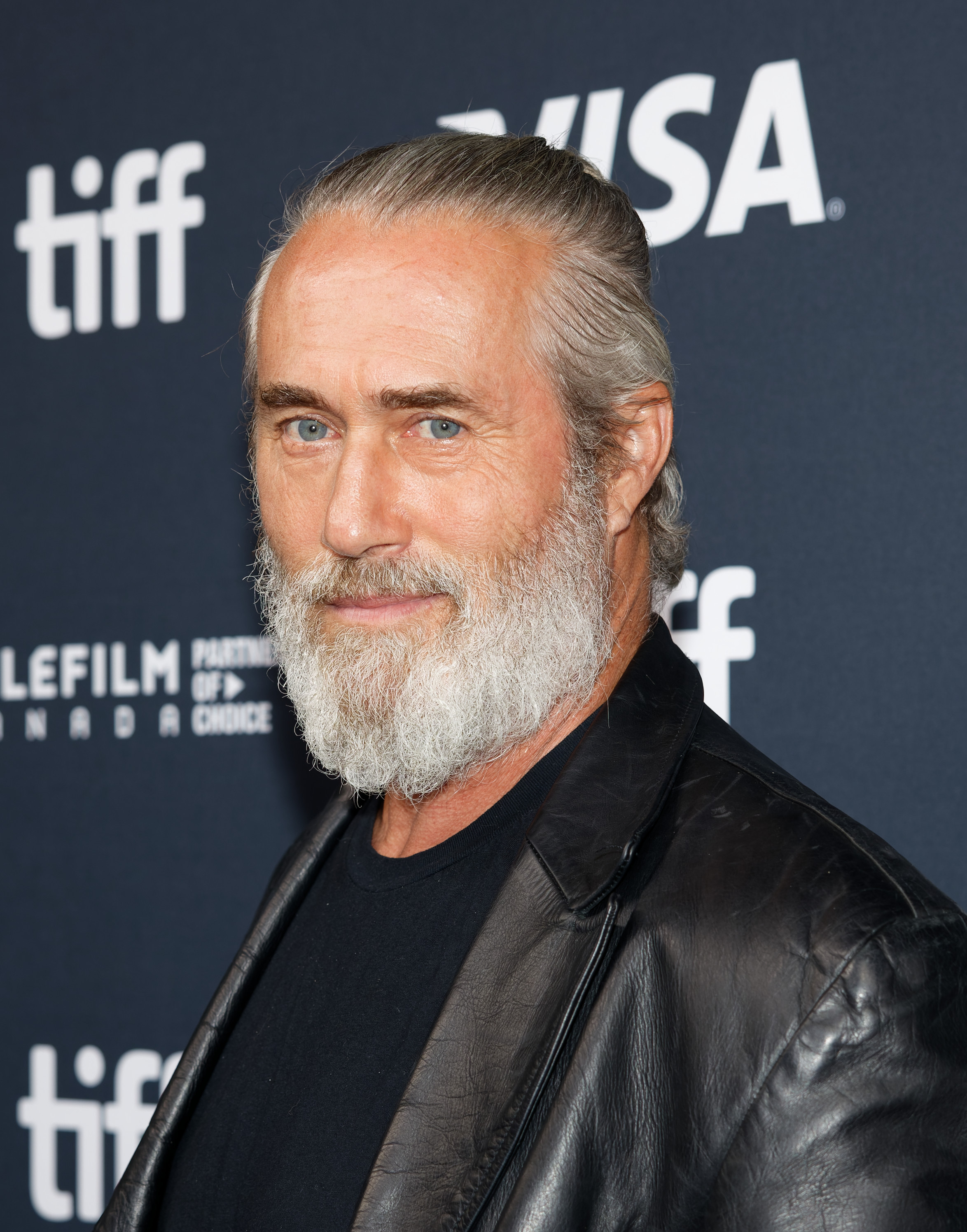
Roy Dupuis (2024)

Roy Dupuis [dyˈpɥi] (* 21. April 1963 in New Liskeard, Ontario; eigentlich Roy Michael Joseph Dupuis) ist ein kanadischer Schauspieler.

## Leben
Roy Dupuis wurde in New Liskeard geboren, das heute durch eine Vereinigung verschiedener Ortschaften Temiskaming Shores heißt. Nach den ersten drei Lebensmonaten wuchs er in Amos in der Nähe des Flusses Harricana auf. Diese Stadt liegt im französischsprachigen Teil Kanadas, in der Region Abitbi, etwa 500 Kilometer nördlich von Montréal, im Nordwesten der Provinz Québec. Dupuis hat eine ältere Schwester Roxanne und einen jüngeren Bruder Rodrick. Seine Mutter Ryna (1937–2008) war Klavierlehrerin. Der Vater, namens Roy, war Handelsreisender und ist im Jahr 2000 im Alter von 70 Jahren verstorben.
Im Kindergarten war Dupuis’ erste Bühnenrolle der Fuchs in Der Kleine Prinz von Antoine de Saint-Exupéry. Mit elf Jahren ist die Familie nach Kapuskasing, Ontario, gezogen, wo er Englisch sprechen lernte. Als Kind lernte er auch Cello spielen. Seine Eltern ließen sich scheiden, als er vierzehn Jahre alt war, und die Familie zog ohne den Vater nach Sainte-Rose, Laval, nahe Montréal. Nach dem Schulabschluss (Cégep) in Laval, begann Dupuis Physik, Chemie und Psychologie zu studieren, bis er den Film Molière von Ariane Mnouchkine im Kino sah. Am nächsten Tag verließ er das Studium und besuchte einen französischen Theaterkurs. Beim eher zufälligen Vorsprechen an der National Theatre School of Canada trug er eine Szene aus Der eingebildete Kranke von Molière vor. Michèle Rossignol, die Schuldirektorin und Schauspielerin aus Québec, nahm ihn auf, obwohl er mit dem Anmeldeformular eines Freundes erschien. Dupuis schloss den Schauspielunterricht in Montréal 1986 ab. Seither ist er viel beschäftigt.
Im Jahr 1995 half ihm eine jahrelange Psychotherapie Haschisch, Alkohol und sein wildes Partyleben, aber nicht das Rauchen, aufzugeben. Er bezeichnet sich als introvertiert.
Dupuis lebt südlich von Montréal in einem alten Farmhaus aus dem Jahr 1840, das er 1996 gekauft hat und renoviert. Er hat eine stark verwurzelte Beziehung zu seiner Heimat Québec und wird immer dorthin zurückkehren. Sein Hobby ist Segeln, sein Traum ist eine mehrjährige Segeltour in mehrere Länder zu unternehmen. Im März 2011 trennte sich Roy und Céline Bonnier nach ca. 15 Jahren Partnerschaft.
Dupuis engagiert sich für verschiedene Wohltätigkeitsorganisationen. Im Jahr 2005 warb er in einem kanadischen Fernsehwerbespot für Make Poverty History, um gegen die Armut in der Welt einzutreten. Er unterstützte bis Juni 2006 die Behinderten-Hilfsorganisation Mira Foundation. Er wirbt auch für die Erhaltung der Flüsse Kanadas in der Fondation Rivières, die er mitbegründet hat.

## Karriere
Roy Dupuis spielte zuerst in verschiedenen Theatern in Montreal, dann im Fernsehen und in Kinofilmen. Eine kleine Rolle als Polizist erhielt er im Oscar-nominierten Filmdrama Jesus von Montreal (1989) von Regisseur Denys Arcand mit Lothaire Bluteau und Rémy Girard. In der männlichen Hauptrolle der Fernsehserie Emilie (Les Filles de Caleb) (1990) wurde er über Nacht berühmt. 4,6 Millionen Zuschauer bei 6 Millionen Einwohnern in der Provinz Québec verfolgten die dramatischen Schicksale der Charaktere. Die Serie wurde 2006 in Kanada von Imavision in französischer Sprache auf DVD wiederveröffentlicht, ebenso die Nachfolgeserie Blanche mit Pascale Bussières, in der Dupuis nur in einigen wenigen Szenen zu sehen ist. Von 1991 bis 1995 trat er in der Fernsehserie Scoop – Die Aufreißer mit Macha Grenon und Rémy Girard als Journalist auf. Gute Kritiken brachte ihm die Hauptrolle des homosexuellen Yves im dramatischen Kinofilm Being at Home with Claude (1992) ein. Der Film wurde in Cannes (Nebensektion Un Certain Regard) gezeigt. Im Filmdrama Labyrinth – Liebe ohne Ausweg (Entangled) (1993) mit Judd Nelson und Pierce Brosnan spielte er den Freund der Hauptfigur, einen Fotografen, der sich mit Sexabenteuern vergnügt. In der Miniserie Der Mutter entrissen (Million Dollar Babies) (1994) mit Beau Bridges stellten er und Céline Bonnier die Eltern der Dionne-Fünflinge dar. Er arbeitete wiederholt mit dieser kanadischen Schauspielerin zusammen, ebenso mit dem Schauspieler Rémy Girard. Zudem folgten eine Nebenrolle im Science-Fiction-Horrorfilm Screamers – Tödliche Schreie (1995) mit Peter Weller und Jennifer Rubin, die Hauptrolle im Horrorfilm Hemoglobin (1997) mit Rutger Hauer und Kristin Lehman und eine kleinere Rolle in Free Money (1998) mit Marlon Brando, Donald Sutherland, Charlie Sheen, Mira Sorvino, Martin Sheen.
Im deutschsprachigen Raum ist Roy Dupuis am besten durch die dramatische Agentenserie Nikita (US-Titel: La Femme Nikita) bekannt, in der er von 1997 bis 2001 den geheimnisvollen Michael Samuelle darstellte. Michaels Codename in der Serie ist der französische Name Jacques. In dieser Fernsehserie spielte er an der Seite von Peta Wilson, Don Francks, Alberta Watson, Eugene Robert Glazer und Matthew Ferguson. Später versuchten die Verantwortlichen der nachfolgenden Actionserie 24 jahrelang vergeblich Dupuis für eine Rolle zu verpflichten, doch er zieht es vor in seiner Heimat zu drehen.
Sein komödiantisches Talent bewies er im romantischen Film J’en suis! (1997) mit Patrick Huard und Charlotte Laurier, in der turbulenten Verwechslungskomödie C’est pas moi… c’est l’autre! (2004) mit Anémone und Michel Muller und in Les États-Unis d'Albert (2005), worin er einen Golfspieler darstellte. Die dramatische Liebesgeschichte Séraphin: un homme et son péché (2002) von Regisseur Charles Binamé mit Karine Vanasse und Pierre Lebeau war in seiner Heimat an den Kinokassen sehr erfolgreich. 2003 wirkte Dupuis in einigen Szenen der Oscar-prämierten Tragikomödie Die Invasion der Barbaren mit Rémy Girard, Pierre Curzi und Marie-Josée Croze von Regisseur Denys Arcand mit. 2004 wurden Mémoires affectives und Manners of Dying mit Serge Houde und Gregory Hlady mit Dupuis in den dramatischen Hauptrollen veröffentlicht.
Dupuis betreibt gerne Sport. Eishockey erlernte er ab dem Alter von drei Jahren und spielte später in der Midget AAA, einer der besten Nachwuchsligen Kanadas. Seine sportlichen Fähigkeiten bewies er im Film Maurice Richard (2005), in dem er die zahlreichen Szenen auf dem Eis ohne Stuntdouble absolvierte. Der Film mit Julie LeBreton und Stephen McHattie erhielt 2007 neun Genie Awards. Im englischsprachigen Mysterydrama That Beautiful Somewhere untersuchte Dupuis in der männlichen Hauptrolle gemeinsam mit Jane McGregor einen Todesfall.
Im Februar 2007 drehte Regisseur Francis Leclerc mit Dupuis in der Hauptrolle den elfeinhalbminütigen improvisierten Kurzfilm Revenir beim Kurzfilm-Festival Regard in Saguenay. Der französische Film in Schwarzweiß wurde dort am 10. Februar auf einer Schneeleinwand gezeigt.
Die Dreharbeiten zum Film Shake Hands with the Devil begannen Mitte Juni 2006 in Kigali. Nachdem die Produktions-Crew 36 Tage in Ruanda teils an Originalschauplätzen war, wurden im August in Halifax letzte Einstellungen gedreht. Roger Spottiswoode, der Regisseur des Bond-Films Der Morgen stirbt nie, führte Regie. Dupuis spielte Roméo Dallaire, der 1994 ein kanadischer General bei einer Mission der Vereinten Nationen in Ruanda war. Der Film basiert auf der gleichnamigen Biografie von Dallaire aus dem Jahr 2003, wurde von ihm beratend unterstützt und soll historisch so genau wie möglich sein, obwohl es kein Dokumentarfilm ist. Dallaire gab Dupuis seine militärischen Abzeichen, das Namensschild und die Uniform, um sie im Film zu verwenden. Das Budget betrug etwa 11 Millionen CAD. Als Produzenten fungierten Laszlo Barna und Michael Donovan, der 2003 mit Bowling for Columbine einen Oscar gewann. Als Schauspieler wurden Deborah Kara Unger, Jean-Hugues Anglade, James Gallanders und Tom McCamus verpflichtet. Maury Chaykin ist in einem Cameo-Auftritt zu sehen. Der etwa 100-minütige Film soll in englischer und französischer Sprache und mit englischen Untertiteln sein. Die Postproduktion befand sich Ende April 2007 in der Abschlussphase. Der ruandische Präsident Paul Kagame war bei einer Spezialvorführung in der Hauptstadt seines Landes am 9. August 2007 anwesend. Roméo Dallaire, inzwischen ein kanadischer Senator, hat bisher (Stand: 10. August 2007) bereits mehrere Vorführungen gesehen. Er empfand den Film als zu sehr über seinen Charakter und zu wenig über den Völkermord. Die Weltpremiere von Shake Hands with the Devil erfolgte am 9. September 2007 beim Toronto International Film Festival 2007 in einer Spezialpräsentation in Anwesenheit Roméo Dallaires. Danach eröffnete er das 27. Atlantic Film Festival in Halifax, das vom 13. bis 22. September 2007 lief und 249 Filme vorführte. Dupuis wurde bei diesem Festival als bester Hauptdarsteller ausgezeichnet. Am 28. September 2007 kam der Film vertrieben durch Seville Pictures in englischer Originalversion und in französischer Version in die kanadischen Kinos. Das Thema wurde bereits mehrfach verfilmt, etwa im Film Hotel Ruanda, im Dokumentarfilm mit Roméo Dallaire Shake Hands with the Devil – The Journey of Roméo Dallaire und im dramatischen Liebesfilm A Sunday in Kigali (Un dimanche à Kigali). Shake Hands with the Devil erschien am 29. Januar 2008 in Kanada auf DVD. Das Filmdrama wurde zwölfmal bei den 28. Genie Awards nominiert, genauso oft wie David Cronenbergs Thriller Tödliche Versprechen – Eastern Promises, erhielt aber nur einen Preis für den besten Originalsong. Der Film wurde 2008 bei der Verleihung des Prix Jutra für den besten Schnitt nominiert, Dupuis gewann den Preis als bester Hauptdarsteller.
Roy Dupuis spielte im Filmdrama Emotional Arithmetic zusammen mit Susan Sarandon und Christopher Plummer, die seine Eltern darstellten, außerdem mit Gabriel Byrne und Max von Sydow. Der Film handelt von drei Holocaust-Überlebenden, die sich nach Jahrzehnten wiedertreffen. Die Weltpremiere des Films fand am 15. September 2007 statt und zwar als Abschlussfilm des Toronto International Film Festivals 2007. In den kanadischen Kinos erschien er im April 2008.
Dupuis, Céline Bonnier, Pierre Lebeau, Danielle Proulx, Michèle Richard und Jean-Nicolas Verreault spielten in der schwarzen Komödie Truffe (übersetzt: Trüffel) mit. Kim Nguyen fungierte als Regisseur, Produzent und Drehbuchautor des Films. Die Dreharbeiten fanden zweiundzwanzig Tage lang, vom 27. März bis zum 3. Mai 2007, in der Region Montreal statt. Das Budget beträgt 1,2 Millionen Kanadische Dollar. Die Handlung spielt in Montreal im Jahr 2017. Der Schwarzweißfilm eröffnete am 3. Juli 2008 das Fantasia Festival und erlebte dort seine Premiere. Die DVD des Films ist in Französisch mit englischen Untertiteln.
Im Film Un été sans point ni coup sûr (A No-Hit, No-Run Summer) trainiert Dupuis in einer Nebenrolle ein Jugendbaseballteam. Der Film wurde vom 26. Juni bis Mitte August 2007 gedreht. Der Stoff beruht lose auf dem gleichnamigen Roman von Marc Robitaille. Die Handlung spielt im Jahr 1969. Das Budget beträgt ungefähr vier Millionen CAD. Gedreht wurde im Juli in der Region Montreal und zwei Wochen lang im Park Gilles-Forest in der Stadt Mascouche. Patrice Robitaille, Jacinthe Lagüe und Guy Thauvette spielten mit. Der Regisseur Francis Leclerc hat mit Dupuis schon in Mémoires affectives zusammengearbeitet. Der Film wurde am 1. August 2008 von Alliance Atlantis Vivafilm in Québec veröffentlicht. Er wurde am 1. und 2. Oktober 2008 unter dem Titel Home Run beim Filmfest Hamburg vorgeführt. Die DVD des Films ist in Französisch mit englischen Untertiteln.
Darüber hinaus entsteht der englischsprachige Film The Timekeeper nach einem Roman des Kanadiers Trevor Ferguson. Als Regisseur fungiert Louis Bélanger. Craig Olejnik besetzt die Hauptrolle. Roy Dupuis’ Charakter in diesem Film heißt Scully.  Julian Richings und Stephen McHattie spielen mit. Die Dreharbeiten begannen am 12. Juli und dauern bis zu 23. August 2007. Gedreht wurde in und um ein Wildreservat in Port-Cartier-Sept-Îles, an der Nordküste der Provinz Québec, in der Region Côte-Nord. Es gibt keine Innenszenen, alles wurde im Freien in den Wäldern von Québec in Szene gesetzt. Die Handlung spielt im Jahr 1964. Das Budget beträgt 5,9 Millionen Dollar. Christal Films wird das Drama voraussichtlich im Jahr 2009 veröffentlichen.
Ein weiterer Film trägt den Titel L'Instict de mort (übersetzt: Der Todestrieb) (2008). Dupuis stellte Jean-Paul Mercier, einen Komplizen des Bankräubers Jacques Mesrine, dar, der von Vincent Cassel verkörpert wurde. Eva Green, Gérard Depardieu, Jean-Pierre Cassel, Cécile de France, Guillaume Canet, Ludivine Sagnier, Samuel Le Bihan, Samy Naceri und der frühere Boxer Deano Clavet spielten mit. Regisseur ist Jean-François Richet. Als Vorlage diente der gleichnamige autobiografische Roman von Mesrine aus dem Jahr 1977. Die Verfilmung besteht aus zwei Teilen. Der zweite Teil L'Ennemi public n° 1 bzw. Public Enemy No. 1 (2009) wird vorher bzw. gleichzeitig gedreht. Der Drehbeginn war am 30. April 2007. Dupuis und andere Schauspieler aus Québec filmten (ab Ende August) in Paris. Ab Mitte September 2007 fanden Dreharbeiten in Montreal und Québec für den ersten Teil statt. Gefilmt wurde über 33 Wochen lang in Paris, Frankreich, Kanada, Algerien und Spanien. Einige Szenen wurden in Thunder Bay und in Arizona gedreht. Das Budget der beiden Filme beträgt 45 Millionen Euro (70 Millionen CAD). Public Enemy No. 1 – Mordinstinkt kam am 23. April 2009 in die deutschen Kinos und der zweite Teil Public Enemy No. 1 – Todestrieb, in dem Dupuis nicht mitspielt, am 21. Mai 2009.
Dupuis drehte im Familiendrama Je me souviens zum zweiten Mal zusammen mit dem Regisseur André Forcier. Die Schauspieler Rémy Girard, Michel Barrette, Gaston Lepage, Hélène Bourgeois-Leclerc, Céline Bonnier, France Castel und Pierre-Luc Brillant sind dabei. Der Drehbeginn war am Sonntag, dem 30. September 2007 in Val-d'Or, einer Stadt in der Provinz Québec. Es wurde 23 Tage lang gefilmt, davon 17 Tage in Abitibi unter anderem am Harricana-Fluss. Drehtage für die Winterszenen fanden Ende November statt und in den ersten zwei Wochen im Dezember 2007. Es soll auch in Irland gedreht worden sein. Die Handlung spielt im Bergwerksarbeitermilieu von Abitibi zwischen 1949 und 1958. Der französischsprachige Film wurde am 6. März 2009 in Kanada veröffentlicht.
Vom 18. März bis 5. April 2008 trat Dupuis wieder auf einer Theaterbühne in Montreal auf und zwar im Stück Blasté von Sarah Kane. Der deutsche Titel des Stücks lautet Zerbombt. Céline Bonnier und Paul Ahmarani spielten mit. Jean Marc Dalpé übersetzte den englischen Text ins Französische. Brigitte Haentjens führte Regie. 14 Jahre davor trat Dupuis zuletzt unter ihrer Regie in Sam Shepards True West auf der Bühne auf.
2009 entstand die Komödie Les doigts croches mit Patrice Robitaille und erstmals als Regisseur Ken Scott.

## Werke

### Filmografie
| - 1987: Anémique Cinéma - 1987: L'Héritage (Fernsehserie) - 1988: Avec un grand A (Fernsehserie, Folge Helene et Alexis) - 1988: Exit 234 (Sortie 234) - 1989: In the Belly of the Dragon (Dans le ventre du dragon) - 1989: Die Kunst einen Neger zu lieben, ohne müde zu werden (Comment faire l’amour avec un nègre sans se fatiguer) - 1989: Jesus von Montreal (Jésus de Montréal) – Regie: Denys Arcand - 1990: Le Marché du couple - 1990: Lance et compte: Tous pour un - 1990: Emilie (Les Filles de Caleb, Fernsehserie) - 1991–1995: Scoop – Die Aufreißer (Scoop, Fernsehserie) - 1992: Being at Home with Claude - 1993: Labyrinth – Liebe ohne Ausweg (Entangled) - 1993: Cap Tourmente - 1993: Blanche (Fernsehserie) - 1994: Chili’s Blues (C’était le 12 du 12 et Chili avait les blues) – Regie: Charles Binamé (mit Lucie Laurier) - 1994: Der Mutter entrissen (Million Dollar Babies) – Regie: Christian Duguay - 1994: Dark Eyes - 1995: Screamers – Tödliche Schreie (Screamers) – Regie: Christian Duguay - 1996: Urgence - 1996: Kein Mann ist perfekt (Waiting for Michelangelo) - 1996: Der ideale Mann (L’Homme idéal) - 1996: Unter freiem Himmel (Aire libre) - 1997: J’en suis! - 1997: Hemoglobin (Bleeders) - 1997–2001: Nikita (La Femme Nikita, Fernsehserie) - 1998: Free Money – Regie: Yves Simoneau - 1999: The Maurice Rocket Richard Story (Maurice Richard: Histoire d’un Canadien) - 2002: Séraphin: un homme et son péché – Regie: Charles Binamé - 2002: The Last Chapter (Fernsehminiserie) - 2003: The Last Chapter II: The War Continues (Fernsehminiserie) - 2003: Die Invasion der Barbaren (Les Invasions barbares) – Regie: Denys Arcand - 2003: L’Invitation aux images (Dokumentarfilm) - 2004: Jack Paradise | - 2004: Machine Gun Molly (Monica la mitraille) - 2004: Mémoires affectives – Regie: Francis Leclerc - 2004: Manners of Dying (L’Exécution) – Regie: Jeremy Peter Allen - 2004: C’est pas moi… c’est l’autre! – Regie: Alain Zaloum - 2005: Les États-Unis d’Albert - 2005: Maurice Richard – Regie: Charles Binamé - 2006: That Beautiful Somewhere – Regie: Robert Budreau - 2007: Shake Hands with the Devil – Regie: Roger Spottiswoode - 2007: Emotional Arithmetic – Regie: Paolo Barzman - 2008: Truffe - 2008: Un été sans point ni coup sûr – Regie: Francis Leclerc - 2008: Public Enemy No. 1 – Mordinstinkt - 2009: Les Doigts croches - 2009: Je me souviens - 2009: The Timekeeper - 2010–2012: Les rescapés - 2011: Coteau Rouge - 2013: Roche papier ciseaux - 2013: Cyanure - 2013: L'autre maison - 2014: Ceci n'est pas un polar - 2015: Le bruit des arbres - 2015: The Sound of Trees - 2015:The Forbidden Room - 2015: Hitchhiking in the Dark - 2021: Brain Freeze - 2024: Rumours |

### Regie
- 2001: Nikita (La Femme Nikita) – in der Folge 5.06 Anschlag auf Nikita (The Evil That Men Do)

### Theater
- 1985: Les Deux Gentilshommes de Vérone (Die beiden Veroneser), von William Shakespeare, als Proteus
- 1986: Harold et Maude (Harold und Maude), von Colin Higgins, bearbeitet von Jean-Claude Carrière, Regie: Richard Thériault, als Harold
- 1987: Fool for Love, von Sam Shepard, als Martin
- 1987: Au pied de la lettre (At the End of the Letter), von André Simard
- 1987: Toupie Wildwood, von Pascale Rafie, als Pierrick Le Bosnec
- 1988: Le Chien (The Dog), von Jean-Marc Dalpé, Regie: Brigitte Haentjens, als Jay
- 1988: Les Muses orphelines (The Orphan Muses), von Michel Marc Bouchard, als Luc
- 1989: Roméo et Juliette (Romeo und Julia), von William Shakespeare, Regie: Guillermo de Andrea, als Roméo
- 1990: Un Oiseau vivant dans la gueule (A Live Bird in Its Jaws), von Jeanne-Mance Delisle, Regie: Brigitte Haentjens, als Adrien
- 1994: True West, von Sam Shepard, Regie: Brigitte Haentjens, als Lee
- 2008: Blasté (Zerbombt) von Sarah Kane, Regie: Brigitte Haentjens, als Ian

### Auszeichnungen
- 1991: FIPA d’Or für Les Filles de Caleb beim Festival International de Programmes Audiovisuels in Cannes
- 1991: Rose d’Or als Schauspieler des Jahres bei einer kanadischen Beliebtheitswahl
- 1991: gewann Roy Dupuis einen Prix Gémeaux für die männliche Hauptrolle in der dramatischen Serie Les Filles de Caleb
- 1991 und 1992: gewann er Metrostars (inzwischen umbenannt in Gala Artis) als bester männlicher Hauptdarsteller für Les Filles de Caleb
- 1993: Nominierung für einen Genie Award als Hauptdarsteller in Cap Tourmente
- 1993: Nominierung für einen Prix Gémeaux für die männliche Hauptrolle in der Serie Scoop II
- 1993, 1994 (2×), 1995, 1996: Nominierungen für Metrostars (z. B. für Scoop, Blanche)
- 2000: Nominierung für einen Metrostar als bester männlicher Hauptdarsteller für die Mini-Serie Maurice Richard: Histoire d’un canadien
- 2003: Nominierung für einen Prix Jutra als bester Schauspieler in Séraphin: un homme et son péché
- 2003: Nominierung für einen Genie Award als Nebendarsteller in Séraphin: un homme et son péché
- 2003: Nominierung für einen Prix Gémeaux (Gémeaux Award) für die männliche Hauptrolle in der dramatischen Serie The Last Chapter II (Folge 6)
- 2003: gewann er einen Metrostar als bester männlicher Hauptdarsteller für The Last Chapter
- 2004: Nominierung für einen Metrostar als bester männlicher Hauptdarsteller für The Last Chapter II
- 2005: gewann er einen Prix Jutra als bester Schauspieler in Mémoires affectives
- 2005: gewann er einen Genie Award als Hauptdarsteller in Mémoires affectives
- 2006: Nominierung für einen Prix Jutra als bester Schauspieler für Maurice Richard
- 2006: gewann er als bester Hauptdarsteller beim Tokyo International Film Festival für Maurice Richard
- 2007: Nominierung bei den 7. Vancouver Film Critics Circle Awards – 2006 als bester Schauspieler in einem kanadischen Film für Maurice Richard
- 2007: gewann er bei den 27. Genie Awards einen Genie Award als bester Hauptdarsteller für Maurice Richard
- 2007: gewann er beim Atlantic Film Festival als bester Hauptdarsteller für Shake Hands with the Devil.
- 2008: gewann er einen Prix Jutra als bester Hauptdarsteller für Shake Hands with the Devil.